# Dolomena hickeyi
Dolomena hickeyi is een slakkensoort uit de familie van de Strombidae. De wetenschappelijke naam van de soort is voor het eerst geldig gepubliceerd in 2000 door Willan.